# Knooppunt Julianaplein
Het Julianaplein is een knooppunt van autosnelwegen in de Nederlandse stad Groningen. Het knooppunt vormt een belangrijke verbinding tussen de A28 en de N7. Het Julianaplein is een compact vormgegeven half sterknooppunt waar de afslaande bewegingen onder het knooppunt doorgaat.

## Geschiedenis

### Aanleg en oorspronkelijke ontwikkeling
De aanleg van het Julianaplein werd in 1968 afgerond als onderdeel van het rijkswegenplan en de ontwikkeling van de Ring Groningen. De aansluiting van de Rijksweg 7 vanuit het westen vond eerder plaats in 1960, gevolgd door de aansluiting van de Rijksweg 28 vanuit het zuiden in 1968. De uitbreiding van het knooppunt met de verbinding van de ringweg vanuit het noordwesten werd in 1969 gerealiseerd. Het Emmaviaduct, dat het Julianaplein verbindt met het noorden, werd in 1970 voltooid, waarna de zuidelijke ringweg vanuit het oosten in 1971 werd geopend.

### Verkeersproblematiek en planningsuitdagingen
Na de aanleg van het Julianaplein nam de verkeersdrukte aanzienlijk toe, wat het knooppunt tot een belangrijk verkeersknooppunt en een van de drukste kruispunten in Noord-Nederland maakte. De verkeersproblemen op het Julianaplein zijn deels te wijten aan de verkeersplanningen uit de jaren 50 en 60, waarin geen rekening werd gehouden met de sterke toename van het verkeer.
Om de verkeerssituatie te verbeteren, stelde Rijkswaterstaat verschillende plannen voor, waaronder het verplaatsen van de A7 naar het zuiden, bekend als de Zuidtangent. Dit plan werd afgewezen vanwege de mogelijke impact op het kwetsbare Tussengebied. Ook een voorgesteld alternatief, een tunnel onder het Paterswoldsemeer, werd verworpen.

### Aanpak Ring Zuid
Het project Aanpak Ring Zuid startte met als doel de doorstroming op de Zuidelijke Ringweg, inclusief het Julianaplein, te verbeteren. Dit project omvatte een ingrijpende ombouw van het Julianaplein tot een volwaardig ongelijkvloers knooppunt met drie verdiepingen. De infrastructuur werd zodanig ontworpen dat de verkeersstromen uit verschillende richtingen gescheiden werden en de verkeerslichten volledig werden vervangen door ongelijkvloerse kruisingen.
Tijdens de werkzaamheden werd een tijdelijk Julianaplein aangelegd om het verkeer te blijven faciliteren. Ondanks verschillende technische en financiële uitdagingen, waaronder vertragingen en kostenoverschrijdingen, werd het project voortgezet door de combinatie Herepoort, een samenwerkingsverband van Nederlandse en Duitse bouwbedrijven.
Op 1 september 2024 werd de vernieuwde Zuidelijke Ringweg, inclusief het Julianaplein, officieel geopend. Dit markeerde een belangrijke mijlpaal in het project. Hoewel de belangrijkste infrastructuur op dat moment voltooid was, zullen enkele werkzaamheden aan onderliggende wegen en fietspaden nog doorlopen tot mei 2025.
Het Julianaplein, nu zonder verkeerslichten en met ongelijkvloerse kruisingen, zorgt voor een verbeterde verkeersdoorstroming en is ontworpen om de verkeersdrukte in de toekomst beter te kunnen verwerken.

## Richtingen knooppunt
| Aansluitende wegen                                      | Aansluitende wegen                                 | Aansluitende wegen                                         | Aansluitende wegen | Aansluitende wegen |
| ------------------------------------------------------- | -------------------------------------------------- | ---------------------------------------------------------- | ------------------ | ------------------ |
|                                                         |                                                    |                                                            |                    |                    |
|                                                         |                                                    |                                                            |                    |                    |
| richting Drachten / Sneek / Hoorn / Zaandam / Amsterdam | richting Hoogezand / Winschoten / Bad Nieuweschans |                                                            |                    |                    |
|                                                         |                                                    |                                                            |                    |                    |
|                                                         |                                                    | richting Assen / Hoogeveen / Zwolle / Amersfoort / Utrecht |                    |                    |